# Agarodes griseus
Agarodes griseus là một loài Trichoptera trong họ Sericostomatidae. Chúng phân bố ở miền Tân bắc.